# Chōnin
Los chōnin (町人?   «habitantes de la ciudad») fueron una clase social que emergió en Japón durante los primeros años del periodo Edo (1603-1867) y que llegó a ser un sector social próspero e influyente. Llamados así por residir en las ciudades (chō), los chōnin eran generalmente comerciantes, aunque también se incluía en la clase a profesionales y artesanos. Desarrollaron una cultura propia que conformó un ideal que llegó a conocerse como ukiyo, el «mundo flotante», el mundo de la elegancia y la diversión popular.

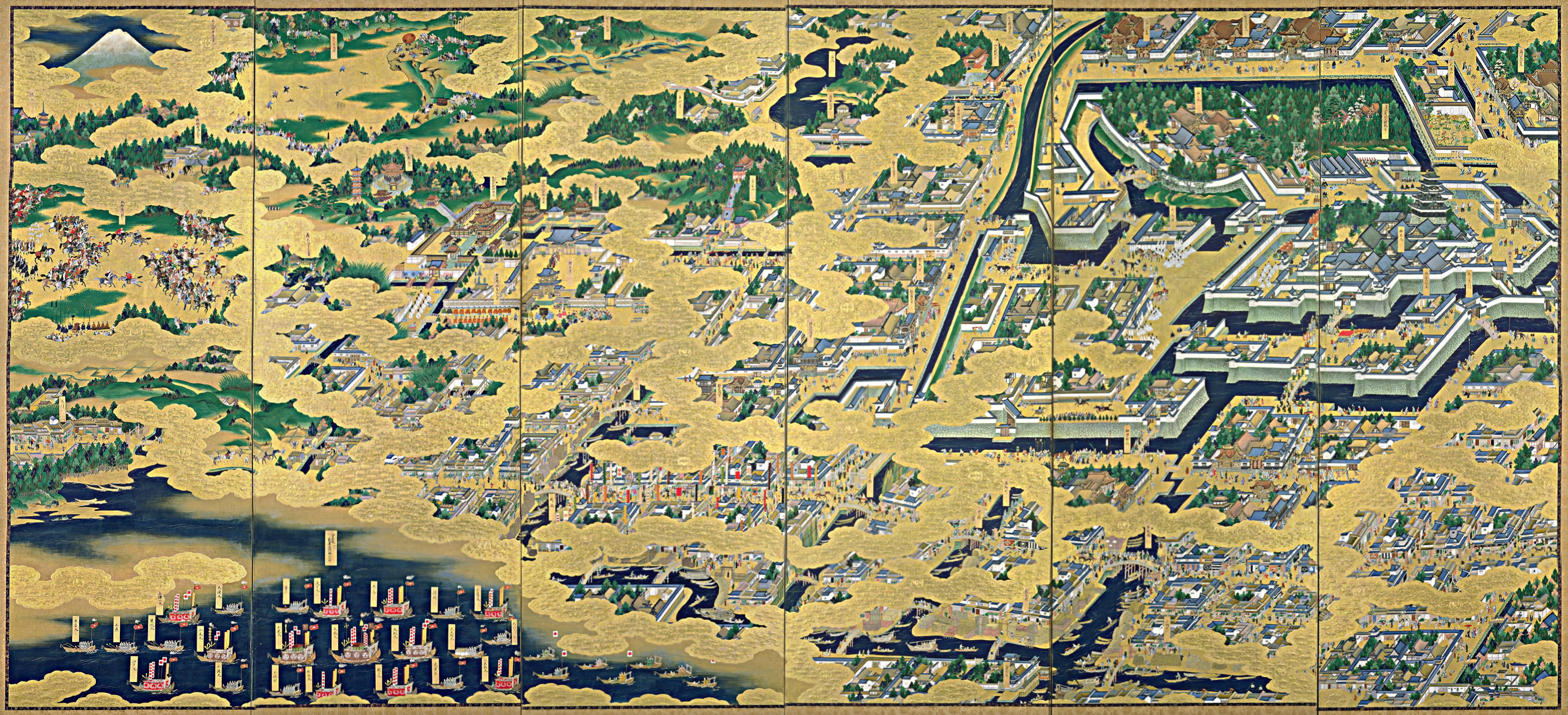
Vista de Edo (Edo zu), par de biombos de seis paneles.

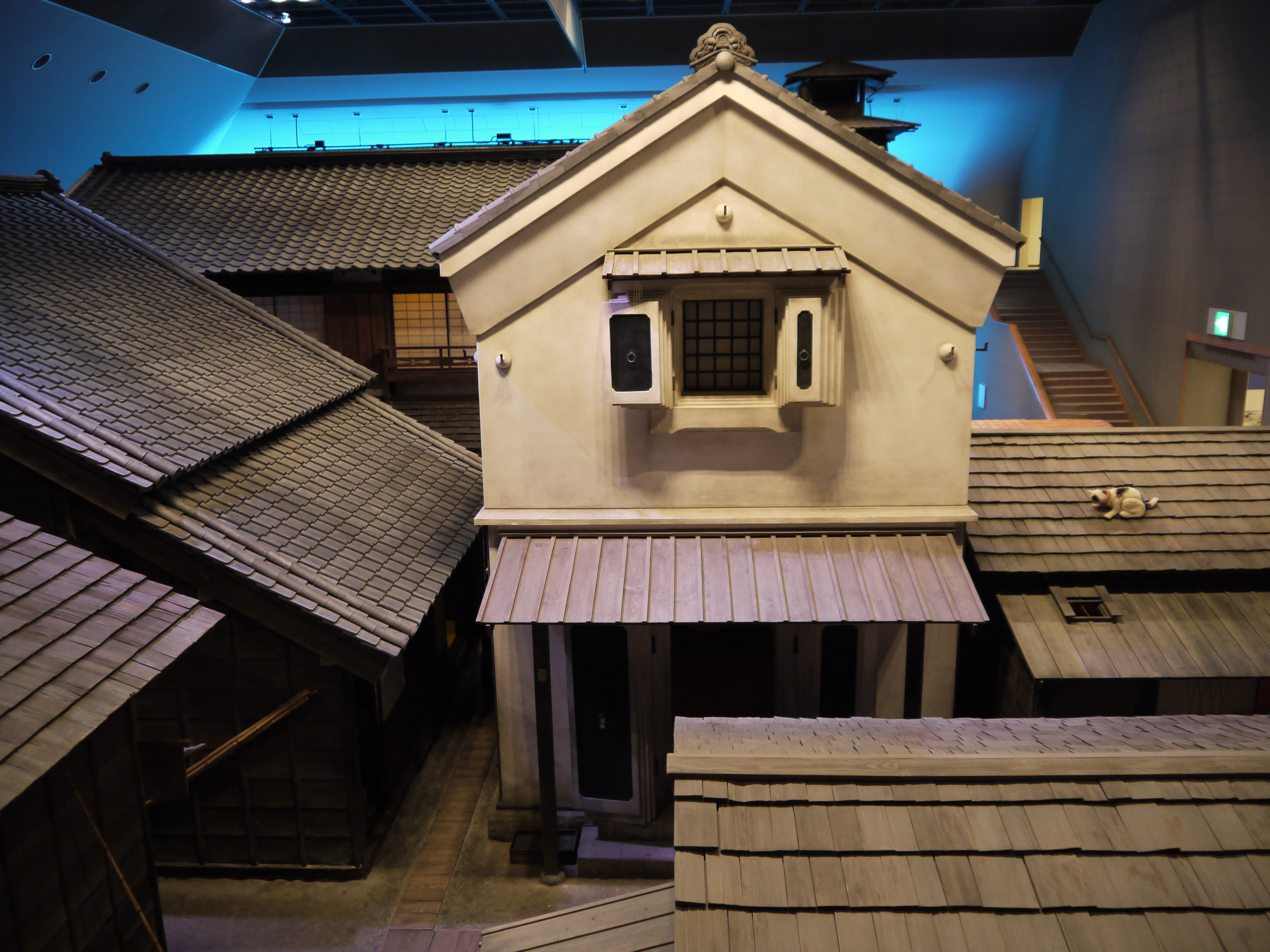
Edo, Fukagawa (Fukagawa Edo Museum)

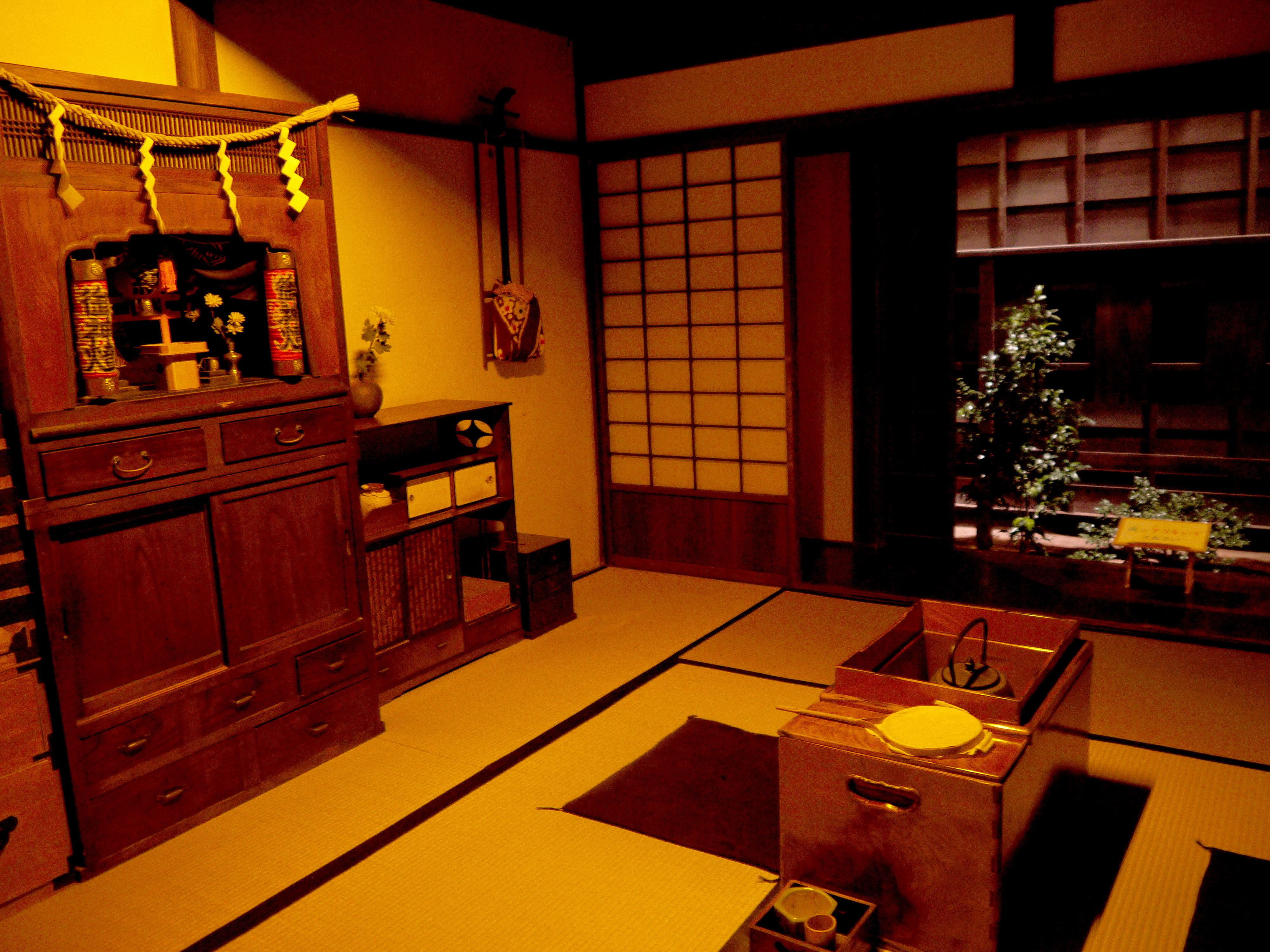
La casa del comerciante (Fukagawa Edo Museum)

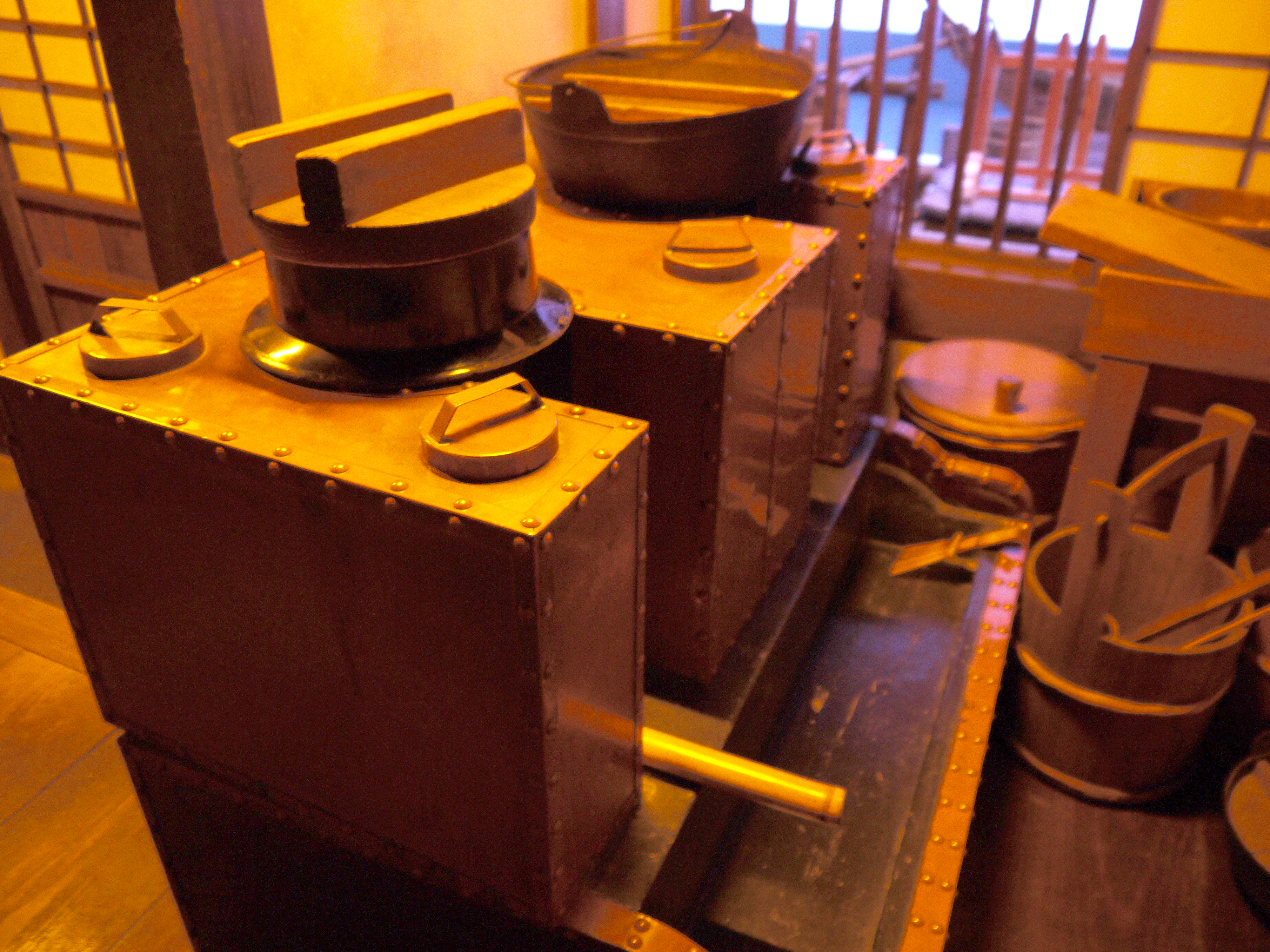
La cocina de comerciante (Fukagawa Edo Museum)

## El shogunato Tokugawa
Cuando en 1603 Tokugawa Ieyasu estableció su cuartel general de la pequeña aldea de Edo (el Tokio actual) como centro político del país, promulgó una serie de medidas (continuando lo iniciado veinte años atrás por Oda Nobunaga y Toyotomi Hideyoshi) con objeto de fortalecer la estructura del estado. Entre ellas, el nieto de Ieyasu, Tokugawa Iemitsu, estableció en la década de 1630 el sankin kōtai, un sistema de residencia alternada que, con la intención de ejercer un control estricto de los daimyō (señores feudales), obligaba a estos a permanecer en la capital cierto periodo cada año, con lo que sus familias se convertían en rehenes del shogún. Esto provocó uno de los cambios sustanciales del periodo Edo: un acelerado (y hasta cierto punto artificial) crecimiento demográfico de las ciudades.
Esta configuración de las nuevas ciudades castillo estimuló la afluencia de todo tipo de fuerza de trabajo especializada, comerciantes y artesanos que ofrecían sus productos y servicios a la población samurái y la consecuente conformación de un fuerte sistema económico basado en el comercio. Pese a su papel esencial, los comerciantes pertenecían al más bajo de los estratos sociales, en concordancia con la estructura social neoconfuciana que imperaba en la época.

### Shinōkōshō
El modelo social meritocrático de la antigua China que dividía la sociedad en cuatro castas fue recogido por primera vez en el clásico confuciano Anales de primavera y otoño. Las cuatro castas (guerreros, campesinos, artesanos y comerciantes) se combinaban en el nombre que se dio en los distintos países de influencia confuciana; en Japón se denominó "Shi, nō, kō, shō" (士農工商 shinōkōshō?). En este sistema el individuo existía en relación con la función que desempeñaba en su familia y clase social, y tenía una muy escasa oportunidad de ascenso en la escala social.
La clase más importante, debido al carácter militarizado de la sociedad japonesa, era la de los guerreros o bushi. Aunque dependían económicamente de los recursos agrícolas, vivían en las ciudades castillo de los daymiō, a quienes servían en la administración civil de sus territorios y en la guerra. Los campesinos formaban la clase más numerosa y económicamente más importante, puesto que la producción agrícola era la actividad predominante. No obstante la importancia que se les otorgaba en la teoría social, en la práctica eran severamente explotados.

### Loschōnin
Las otras dos clases, formadas por artesanos y comerciantes, tenían una condición inferior al campesinado; la doctrina oficial despreciaba el comercio, considerando que los «transportadores de artículos» eran improductivos. Aunque el disfrute de artículos superfluos se consideraba poco deseable desde el punto de vista tradicional, y se despreciaba a quien los fabricaba y ofrecía, en la práctica los samurái no tuvieron mayor objeción en adquirir los servicios de los comerciantes, que fueron adquiriendo cierto prestigio conforme se desarrolló la vida urbana alrededor de las ciudades castillo. Surgieron barrios especiales de artesanos y comerciantes, los chōnin o habitantes de las ciudades, que influyeron decisivamente en el crecimiento económico del periodo Edo. Los comerciantes prosperaron económicamente como intermediarios y agentes de las autoridades, lo cual se infiere de la existencia de corporaciones y organizaciones de comerciantes autorizadas por el shogunato.

## La culturachōnin
En contraste con la tradición «noble» de las artes y las letras, la población urbana de la época fue la primera en conquistar los medios y el ocio que fomentaron una cultura de participación de masas. Los chōnin patrocinaban sus propias artes y pasatiempos, una cultura burguesa que, sin interés alguno en las cuestiones del estado, se limitaba a su situación y posición relativa en la sociedad. Su cultura se nutrió principalmente de la búsqueda del placer, de lo que era humano y divertido, haciendo hincapié en lo personal, inmediato y erótico, lo que conformó un ideal que llegó a conocerse como ukiyo, el «mundo flotante», el mundo de la elegancia y la diversión popular.

### Elchōnindō
Los samuráis desarrollaron una cultura enfocada en la filosofía y el saber clásico, incorporando los valores militares del bushi, dando como resultado el bushidō, el «camino del guerrero». 
Por su lado, a imitación de los samuráis, los chōnin aspiraban a alcanzar en la práctica del comercio las cualidades de diligencia, honestidad, honor, lealtad y frugalidad del bushidō, en lo que se ha dado en llamar el chōnindō, el «camino del chōnin». Las grandes casas comerciales se regían por códigos de conducta tan estrictos como los aplicados a los samurái. Ishida Baigan (1685-1744) fue un comerciante-filósofo de Kioto que confeccionó una mezcla de máximas sintoístas, confucianas y budistas, el Shingaku («Ciencia del corazón»), que insistía en la aceptación del orden social natural de las cuatro castas. Señalaba que los comerciantes eran tan importantes dentro de este esquema como las otras clases y exhortaba al individuo a vivir con diligencia, compasión y honestidad, según el destino que le había sido asignado, a fin de hacer honor a su profesión.

### Elukiyo
Los historiadores de la cultura identifican dos periodos principales de florecimiento de la literatura y el arte propios de las sociedades urbanas, la época Genroku (1688-1705), con predominio de Kioto y Osaka y el periodo Bunka Bunsei (1804-1829), una fase más refinada pero menos vigorosa con centro en Edo.

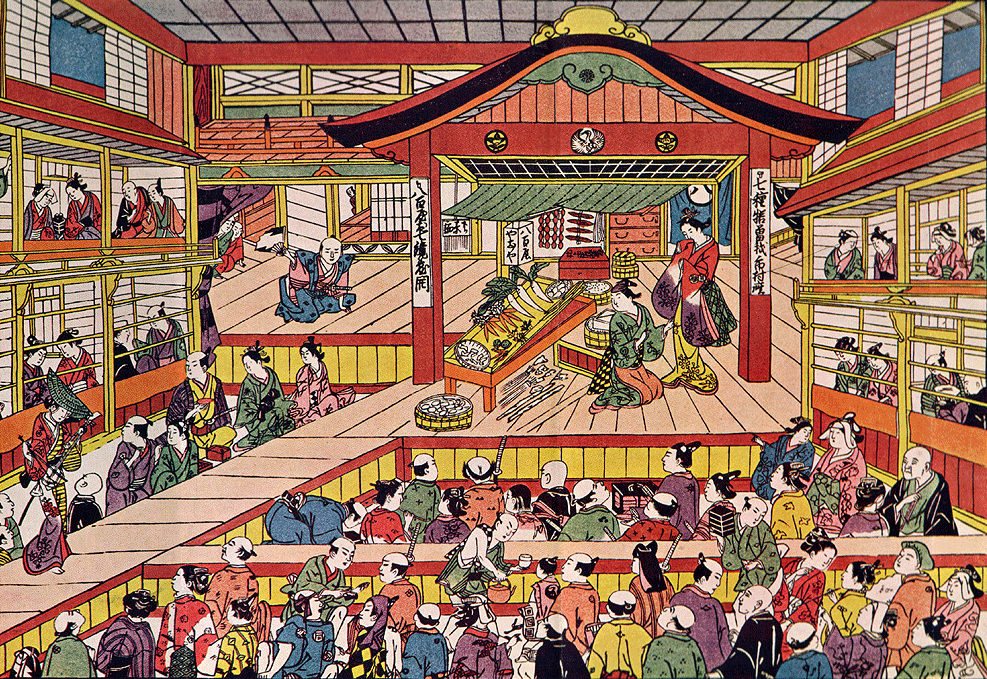
Shibai Ukie (hacia 1741-44), grabado de Masanobu Okumura (1686–1764), describiendo el teatro de Kabuki Ichimura-za en sus primeros tiempos.

Las principales ciudades desarrollaron negocios editoriales lucrativos que consiguieron grupos de escritores e ilustradores y lanzaron historias de amor o guías ilustradas de los barrios de diversión, buscando modos de burlar los esfuerzos de la censura de los moralistas del shogunato. Las historias, a menudo audaces y frecuentemente prohibidas, estaban protagonizadas por chōnin elegantes, buenos conocedores de los barrios de las geishas, o por las bellas geishas mismas. Ihara Saikaku (1641-1693), un comerciante de Osaka, fue la primera gran figura del género ukiyo-zōshi (relatos del ukiyo); Ejima Kiseki (1667-1736) fue otro escritor que, en la línea de Saikaku pero con mayor realismo y una dimensión crítica casi satírica, fue extraordinariamente popular. Cabe mencionar también a Jippensa Ikku (1775-1831) por sus cualidades picarescas.
El desarrollo de la literatura popular y de los lugares nocturnos en el mundo ukiyo, que necesitaban publicitarse, estimuló la producción de los ilustradores populares, y las xilografías del ukiyo-e se convirtieron en una importante forma artística. Aunque al principio tomaron la forma de estampas lineales, a las que se agregó el color mediante técnicas nuevas aprendidas de los chinos, a finales del siglo XVII se había perfeccionado una técnica de muchos bloques que permitía la realización de cuadros de gran refinamiento. Destinados al consumo masivo, se trataba de ilustraciones, carteles hechos a mano para los teatros o las casas de las geishas, o recuerdos de lugares famosos, por lo que se consideraron trabajos efímeros y vulgares, que no fueron reconocidos como obras de arte dignas de estima hasta finales del periodo Edo. El primero de los artistas de la xilografía en hacerse famoso fue Hishikawa Moronobu (1618-1694); Suzuki Harunobu (1725-1770) desarrolló y refinó hasta su punto culminante el empleo del color; Kitagawa Utamaro (1753-1806) se especializó en tipos femeninos idealizados; Katsushika Hokusai (1760-1849) y Andō Hiroshige (1797-1858) destacaron por sus paisajes y lugares famosos, pintados con gran vigor y efectos visuales.
El género dramático, que comenzó con juglares y bailarines ambulantes, evolucionó durante el periodo Edo hacia un importante teatro de marionetas, el ningyō jōruri y hacia el refinado teatro kabuki. La escasa moralidad de las primeras mujeres que actuaban como intérpretes provocó la censura oficial, por lo que el teatro alcanzó su apogeo primero en el teatro de marionetas, y cuando el kabuki alcanzó su apogeo no podía ser interpretado más que por hombres, lo que, unido a la influencia del drama nō, dio origen a una tradición teatral única. Chikamatsu Monzaemon (1653-1724) fue el escritor más importante de los teatros jōruri y kabuki, con obras que versaban desde las piezas históricas de los samurái hasta obras relativas a la vida de los chōnin.